# ルテイン
ルテイン（英語: Lutein、ラテン語のluteus「黄色」から派生）はキサントフィル（黄色の色素）であり、600種以上知られているカロテノイドのうちの一つ。植物によってのみ合成され、他のキサントフィルと同様に、ホウレンソウやケールなどの緑の葉野菜に多く含まれる。卵黄や動物性脂肪にも含まれる。
体内ではゼアキサンチンと共に眼球内の黄斑部や水晶体、皮膚などに多く存在する。ルテインの黄斑での役割は、青色光を吸収することで光によるストレスを軽減することや、酸化ストレスから防御することである。黄斑という名はルテインやゼアキサンチンがあることに由来し、この黄斑色素が加齢などで減少すると、眼の機能低下を招く。
ヒトは体内でカロテノイドを合成できないため、黄斑の色素の維持には食事から継続的に摂取する必要がある。食事から多く摂取した場合、健康な人においても黄斑色素濃度の上昇が期待できる。しかし、視力改善や、加齢黄斑変性症や白内障などの疾患予防に関しては、実験条件が異なると効果にばらつきがあり、再現性が不確実である。特に健康な人を対象にした臨床研究では信頼性はかなり限定的である。

## 存在
プロビタミンA活性はなく、体内では構造を変えずに、たんぱく質に結合した状態で存在する。不飽和二重結合（ポリエン鎖）と単結合が交互につながった長い構造により、青の光を吸収することができる。ポリエン鎖は光や熱による酸化分解を受けやすく、酸に対しても不安定である。脂溶性の分子であり、小腸で吸収されるには食事に脂肪が含まれていることが必要である。
植物中では、2つの水酸基に1つまたは2つの脂肪酸が結合した脂肪酸エステルとして存在する。このため、ルテインエステルを鹸化（脱エステル化）して遊離ルテインを得ると、ケン化脂肪酸とのモル比が1：1から1：2までの任意の割合でルテインが得られることがある。サプリメントは、遊離ルテインまたはエステルとして売られている。

## 研究
横断研究と後ろ向きコホート研究で、食事中や血液中、網膜でのルテインとゼアキサンチンの濃度が高いと加齢黄斑変性症の発症が少ないという関連があった。しかし、いくつかの前向きコホート研究では、ルテインとゼアキサンチンの摂取と加齢黄斑変性症の発症リスクとの間に何の関係もなかった。今日までに利用可能な科学的エビデンスから、果物や野菜から少なくとも6mg/日のルテインおよびゼアキサンチンを摂取すると、加齢黄斑変性症のリスクを減らせる可能性がある。
4つの大規模前向きコホート研究で、ルテインとゼアキサンチンが豊富な食品の摂取が最も多い男女は、白内障のリスクが低かった。しかし、これがルテインとゼアキサンチンの摂取に関係しているのか、カロテノイドの豊富な食事に関連したその他の要素に関係しているのかは分からず、さらなる研究が必要である。
加齢性眼疾患研究2（AREDS2）のランダム化比較試験で、軽度の加齢黄斑変性症から重度への進行を比較したところ、プラセボ群、ルテイン(10mg/日)+ゼアキサンチン(2mg/日)群、DHA+EPA群、ルテイン+ゼアキサンチン+DHA+EPA群の4群間で統計的に有意な差は認められなかった。ルテイン+ゼアキサンチンが含まれている群と含まれていない群の比較では有意差が認められた。ただし、重度の加齢黄斑変性症を萎縮型と滲出型とに分けて解析すると、滲出型は抑制できるものの、萎縮型は抑制できないという結果が得られた。
萎縮型加齢黄斑変性症患者のランダム化比較試験では、10mg/日のルテインの補給により1年後に視力がプラセボに比べて少し向上した。しかし研究者は、萎縮型加齢黄斑変性症患者に対する長期間のルテイン補給の効果を評価するには、さらなる研究が必要であると結論づけている。

### 食材中のルテイン量
色の濃い葉物野菜に多く含まれる。
| 食材名             | トランス型ルテイン (mg／100g) |
| ------------------ | ----------------------------- |
| ケール             | 21.9                          |
| シソ(赤)           | 14.25                         |
| モロヘイヤ         | 13.63                         |
| ホウレンソウ       | 10.2                          |
| パセリ             | 10.01                         |
| エンドウマメ       | 5.37                          |
| ブロッコリー       | 1.9                           |
| カボチャ           | 1.5                           |
| たまご(黄身)       | 0.787                         |
| たまご(黄身＋白身) | 0.288                         |
| アボカド           | 0.256                         |
| ニンジン           | 0.24                          |